# Loi d'eau
 (février 2019).
- Si vous ne connaissez pas le sujet, laissez ce bandeau (vous pouvez alors contacter les auteurs).
- Si vous supprimez le contenu mis en cause (vous pouvez préalablement contacter les auteurs),

argumentez précisément cette suppression dans la page de discussion
(un manque de référence n'est pas un argument ; une recherche réelle de référence doit avoir été effectuée, être formellement documentée).
 (février 2019).
Les professionnels du chauffage central se réfèrent aussi à la courbe de chauffe pour évoquer ce lien entre température d'eau nécessaire et température extérieure.
Les anglophones parlent de "weather compensation", on dit aussi "loi de chauffe", "réglage de pente"...
Le concept de pente est au cœur du problème. Il s'agit de proportionner les apports de chaleur des diffuseurs aux besoins thermiques de l'habitation.

## L’enjeu
La question de la loi d’eau est devenue cruciale quand on a disposé de chauffages centralisés à eau dont la performance supposait des fonctionnements modulants à basse température : des chauffages à fonctionnement progressif alimentant des émetteurs en eau plus ou moins chaude (on peut chauffer doucement, fort ou très fort et pas seulement en tout ou rien : chaudières modulantes, pompes à chaleur « inverters », chaudières à condensation, etc. relèvent de ces réglages en « loi d’eau »).
Il faut ajuster la température dans les émetteurs à la température extérieure captée par une sonde. On poursuit un double but de confort (stabilité de la régulation) et d’économie (le rendement est optimisé en réduisant la température d’eau chaude). L’installation concernée comporte donc toujours une source de chaleur modulante et au moins deux capteurs :
- une sonde de température d’eau ;
- et obligatoirement une sonde de température extérieure ;
- en option facultative une sonde de température ambiante (la loi d'eau est une régulation en  boucle ouverte et peut donc fonctionner sans mesure de température ambiante).

Il s'agit de proportionner finement les apports énergétiques aux besoins selon une courbe telle que ci-dessous :
|  |  |

La régulation par thermostat d’ambiance impose à la longue un fonctionnement intermittent qu’on peut idéaliser ainsi : il devient quasi périodique avec un temps actif Tactif qui occupe la plus grande partie de la période T .
|  |

Le rapport cyclique est le rapport du temps actif à la période α = Tactif  / T . Le thermostat d'ambiance finit toujours par ajuster la température moyenne θmoy de telle façon que la puissance moyenne représentée par cette température moyenne couvre finalement les besoins du bâtiment . On a d'ailleurs θmoy     = α * θmax
Et on cherche à faire tendre le rapport cyclique vers l’unité pour abaisser θmax vers θmoy  . En effet, le générateur de chaleur fonctionne effectivement (aux moments où il est sollicité) à θmax  et les performances se dégradent quand cette température augmente.

## La loi idéale
L'ajustement des apports aux besoins se modélise par l’équation de pente, la loi d'eau, quand  θeau = θmoy : 
(θeau - θamb) = p * (θamb – θext)
- θeau la température d’eau chaude
- θamb la température ambiante fixée par la consigne du thermostat
- θext la température extérieure
- p  la pente.

La formule idéale est souvent pragmatiquement ajustée en décalant quelque peu θamb d’un côté ou de l’autre dans l’égalité… en ajoutant/retranchant un terme constant (« translation ») qui prend en compte l’effet des « apports gratuits » provenant de sources de chaleur annexes (solaire, cuisine, TV, chaleur "animale"… ). L'équation devient
(θeau - θamb) = p * (θref – θext)
- θref = θamb - translation   et cette translation est de quelques degrés... éventuellement négatifs selon les comportements plus ou moins laxistes des occupants du logement.

## Réglage pratique
Les constructeurs préconisent des réglages de pente a priori (typiquement 0.6 pour un plancher chauffant, 1.2 pour des radiateurs, etc.) à partir desquels on affine par tâtonnements. Une pente insuffisante se révèle par une consigne non atteinte. Dans l’approche par excès on peut gagner bien du temps en observant que si pour un réglage de pente a priori p1 on relève (thermomètre enregistreur sur l’eau chaude à conditions constantes) un rapport cyclique α indiquant une pente en excès, la pente idéale sera p = α * p1
Sur les temps actifs, la température θmax est en général inutilement élevée, ce qui dégrade le rendement ou le Coefficient de Performance (le COP). L’ajustement de la pente, caractéristique principale de la loi d’eau a pour but de minimiser θmax en minimisant l’intermittence.
- Une pente p insuffisante se manifeste par un fonctionnement permanent avec consigne non atteinte.
- Une pente p excessive se manifeste par un fonctionnement intermittent avec consigne un peu dépassée par moments.
- La pente p optimale se manifeste par un fonctionnement quasi permanent (à peine intermittent) avec tenue de la consigne.

Toutefois, une pente réellement optimale est une vue de l’esprit. Elle peut être optimale à l’instant T mais ne le sera  pas à d’autres moments. En effet, en dehors de la température extérieure, d’autres paramètres influencent l’équilibre chauffage/déperdition.
- À l’extérieur, le vent amplifiera les déperditions, ce qui rendra la pente P insuffisante ; à contrario, l’ensoleillement fera un apport supplémentaire de puissance thermique non négligeable.
- À l’intérieur, l’activité humaine faussera également cet équilibre. Le fonctionnement d’un four par exemple ajoutera de l’apport thermique alors que l’ouverture d’un ouvrant comme une fenêtre pour aérer une pièce aggravera les déperditions.

C’est pourquoi il est préférable d’opter pour une pente P légèrement excessive si possible doublée d’une sonde de température ambiante.

## Approche théorique
La maison, sur une consigne constante donnée, avec son système diffuseur donné (convecteurs + planchers + plafonds chauffants + aérothermes...), a une loi d’eau propre et une seule qui exprime le lien mathématique entre ses besoins énergétiques et la température extérieure indépendamment du moyen utilisé pour chauffer l’eau. Cela relie le flux de chaleur (qui part de l’eau chaude, se répand dans la maison pour arriver finalement dehors) aux fuites thermiques qui doivent être exactement compensées.
En moyenne, on injecte une puissance proportionnelle à l’écart des températures d’eau chaude et d’air ambiant Pin = D * (θeau-θamb). La constante D est caractéristique des émetteurs (radiateurs, planchers chauffants, aérothermes, etc.).
Il faudra couvrir les besoins : les pertes thermiques du bâtiment Pout = G * V * (θamb – θext)..
où G représente la qualité d’isolation globale et V le volume en m3 de la maison.
Les constantes D et G * V sont caractéristiques du bâtiment avec ses diffuseurs thermiques à eau. Ce sont des conductances thermiques en W/K, elles expriment le rapport constant entre les watts (W) perdus par conduction thermique et la différence des températures en kelvins (K) : de même que G * V exprime la propension de la maison à "exporter" (perdre) de l'énergie dans l'atmosphère extérieure, D  exprime la même propension des diffuseurs à "perdre" (diffuser) de l'énergie dans la maison.
N’importe quel thermostat d’ambiance même rustique obligera le système à se stabiliser en moyenne autour de la température de consigne avec Pin = Pout : la puissance injectée par le chauffage couvre finalement toujours exactement en moyenne les pertes du bâtiment.
D * (θeau - θamb)= G * V * (θamb – θext)
(θeau - θamb)= (G * V / D) * (θamb – θext)
En pratique on retient (θeau - θamb) = pm * (θref – θext) et la pente est d’abord une caractéristique de la maison, bien à elle, avant même la pose d’une chaudière ou PAC mais après celle des radiateurs.
θref est une constante théoriquement égale à θamb mais en pratique un peu plus faible de quelques degrés  pour prendre en compte les « apports gratuits » qu’on traduit pragmatiquement par ces quelques degrés de décalage. Programmer le chauffage sur la loi d’eau exacte (pente de chauffage = pente de maison, pch = pm) maintient juste l’ambiante égale à la consigne avec un chauffage qui fonctionne en douceur et en permanence et non pas par à-coups dans l’exacte mesure des besoins… mais au prix de réactions lentes aux perturbations.

## Dimensionnement des diffuseurs
Cette analyse théorique explique pourquoi dans les installations modernes performantes, les fonctionnements recherchés à basse température, donc à faible pente, obligent à choisir des diffuseurs de grande conductance thermique D. Cela implique dans le cas de radiateurs des dimensions imposantes ou dans le cas de planchers chauffants une forte densité du réseau d'eau chaude.

## Exemple chiffré
Valeurs typiques avec un plancher chauffant : pente 0.5, consigne à 19 °C, θref = 15 °C et θext = - 1 °C.
Formule de référence : (θeau - θamb) = p * (θref – θext)
On aura (θeau – 19) = 0.5 * (15 - - 1)
θeau – 19 = 0.5 * 16
θeau'= 19 + 8'
'θeau'= 27°C en moyenne.
Exemple une maison de 300 m3 avec un G égal à 1.1, (c'est déjà une belle qualité thermique), on a 
G*V = 300 * 1.1 = 330 W/°C et si D = 165 W/°C, la pente propre de la maison est pm = 2.
Quand il fait −1 °C dehors, il faudra que le chauffage fournisse 330 * (15 - -1) = 5 300 W pour maintenir juste les 19 °C.